# عدنان یانوزای
عدنان یانوزای (به انگلیسی: Adnan Januzaj) (متولد ۵ فوریه ۱۹۹۵) بازیکن فوتبال اهل بلژیک است که به صورت قرضی برای باشگاه باشاک‌شهیر بازی می‌کند.

## دوران باشگاهی
یانوزای در بروکسل از پدر و مادری آلبانیایی-کوزوویی چشم به جهان گشود. در ۱۰ سالگی به باشگاه اندرلخت پیوست. در مارس ۲۰۱۱ و در ۱۶ سالگی اندرلشت را به مقصد منچستر یونایتد ترک کرد. در فصل ۱۳–۲۰۱۲، او با شماره ۴۴ به تیم اصلی باشگاه راه یافت. اما تنها در بازی آخر لیگ مقابل وست‌بروم بر روی نیمکت نشست و بازی نکرد. او در ۱۸ سالگی برندهٔ جایزه بهترین بازیکن آکادمی منچستر یونایتد شد. در بازی‌های پیش فصل ۱۴–۲۰۱۳، یانوزای از نفرات اصلی تیم بود و بازی‌های خوبی به نمایش گذاشت. در بازی گرامیداشت ریو فردیناند که در مقابل سه‌ویا برگزار شد، یانوزای پاس تنها گل منچستر را داد. یونایتد آن بازی را ۳–۱ واگذار کرد.
یانوزای در ۱۱ اوت ۲۰۱۳، در بازی جام خیریه انگلستان مقابل ویگان، اولین بازی رسمی‌اش را برای منچستر یونایتد انجام داد. او در آن بازی، به جای رابین فن پرسی وارد میدان شد. در ۱۴ سپتامبر ۲۰۱۳، یانوزای اولین بازی‌اش برای یونایتد در لیگ برتر را انجام داد و مقابل کریستال پالاس، در دقیقه ۶۸ به جای اشلی یانگ وارد میدان شد. در ادامه در ۵ اکتبر ۲۰۱۳، یانوزای در بازی با ساندرلند، برای اولین‌بار در ترکیب اصلی قرار گرفت و در آن بازی هر دو گل تیمش را وارد دروازه حریف کرد.

## دوران ملی
در ژوئن ۲۰۱۳، سرمربی وقت تیم‌های زیر ۱۸ سال و زیر ۱۹ ساله‌های بلژیک اعلام کرد که یانوزای چندین بار دعوت او برای حضور در این تیم‌ها را رد کرده و او می‌خواهد در تیم ملی آلبانی بازی کند.
جیانی د بیاسی سرمربی تیم ملی فوتبال آلبانی در اوت ۲۰۱۳ گفت که یانوزای یک استعداد خارق‌العاده‌است و فدراسیون فوتبال آلبانی منتظر یک زمان مناسب برای صحبت با او و دعوت از او برای بازی در تیم ملی آلبانی است.
فدراسیون فوتبال کشور کوزوو هم اعلام کرد که به تصمیم خود یانوزای احترام می‌گذارد و انتظار ندارد این بازیکن برای تیم ملی‌ای به میدان برود که در هیچ‌یک از مسابقات رسمی اروپایی و جهانی شرکت نمی‌کند.
وی در جام جهانی 2018 به تیم ملی بلژیک دعوت شد و در 2 بازی گروهی مقابل تونس و انگلیس بازی کرد که موفق شد در سومین بازی گروهی بلژیک مقابل انگلیس با پاس گل تیلمانس یک گل به ثمر برساند.در اون بازی تیم ملی بلژیک،توانست با تک گل یانوزای به پیروزی برسد و به عنوان تیم اول گروه《G》به مرحلهء بعدی صعود بکند.

## افتخارات

### باشگاهی
منچستر یونایتد
- جام خیریه انگلستان: ۲۰۱۳

### ملی
جام جهانی۲۰۱۸: مقام سوم